# Pandoc
Pandoc(팬독)은 특히 학자들에 의해 널리 사용되는 기록 도구인 자유-오픈 소스 문서 변환기이며 워크플로를 출판하기 위한 토대로 사용된다. 캘리포니아 대학교 버클리의 철학 교수 John MacFarlane이 개발했다.

## 지원 파일 형식

### 입력 포맷
- 크레올
- 닥북
- EPUB
- HTML
- 지라 (소프트웨어)
- JSON
- LaTeX
- 가벼운 마크업 언어
- Man page
- 마크다운
- 오픈도큐먼트
- OPML
- 오피스 오픈 XML
- 위키 마크업

### 출력 포맷
- 닥북
- EPUB
- HTML
- 어도비 인디자인
- 지라 (소프트웨어)
- JSON
- LaTeX
- Man page
- 마크다운
- 오픈도큐먼트
- OPML
- 오피스 오픈 XML
- 플레인 텍스트
- 서식 있는 텍스트 포맷
- 웹 기반 슬라이드쇼
- 위키 마크업